# Język bwile
Język bwile – język z rodziny bantu używany w zambijskich prowincjach Luapula oraz południowo-wschodniej części Kongo. Liczbę mówiących tym językiem szacuje się na 24,8 tys. W 1969 roku mówiło nim 12,4 tys. Zambijczyków.